# I'm Into You
«I'm Into You» es una canción interpretada por la cantante y actriz estadounidense Jennifer Lopez. Fue lanzada como segundo sencillo de su disco Love?. El tema fue escrito por Taio Cruz, Mikkel S. Eriksen, Tor E. Hermansen y Dwayne Carter, bajo la producción de Stargate. El rapero Lil Wayne también ha contado con su voz en la canción, después de que Lopez lo identificó como su rapero favorito masculino. En la canción, Lopez canta acerca de estar perdidamente enamorada de un hombre y la fuerte atracción que siente por él, mientras Lil Wayne se burla con juegos de palabras ingeniosas. Las críticas de la canción han sido positivas, destacando el gancho pegadizo de la canción, la producción con sabor y letras divertidas.
La canción fue estrenada el 5 de abril de 2011 como parte de la cuenta regresiva del disco Love? en iTunes, pero no fue lanzada oficialmente como sencillo hasta mayo de ese año.

## Video musical
El video musical de "I'm Into You" fue dirigido por Melina y filmado en Chichén Itzá (México) el 2 y 3 de abril de 2011. Fue estrenado el 2 de mayo de 2011 en el programa estadounidense "The Today Show" y en el sitio web Vevo.
El vídeo muestra a la cantante en una playa con su galán, que fue interpretado por el actor cubano William Levy, y también muestra escenas de la cantante en las pirámides mayas y zonas arqueológicas de Chichén Itzá, una de las Maravillas del mundo. El vídeo ha alcanzado más de 200 millones de visitas en YouTube. Cabe mencionar que en el vídeo viene incluido un sample del tercer sencillo llamado «Papi» del mismo álbum.

## Lanzamiento
«I'm Into You» fue lanzada en las estaciones de radio mainstream de Estados Unidos el martes 14 de junio de 2011. Ello, el mismo día en que fueron realizados los lanzamientos homólogos de canciones como «I Feel Like Dancin'» de All Time Low y «I Wanna Go» de Britney Spears.
La canción alcanzó el puesto n.º 9 en el Top 40 de UK, y es actualmente n.º 20 en la Radio Pop de USA.

## Posicionamiento en listas
| Listas (2011)                                    | Posiciones |
| ------------------------------------------------ | ---------- |
| Alemania (Offizielle Deutsche Charts)            | 16         |
| Australia (ARIA)                                 | 45         |
| Austria (Ö3 Austria Top 40)                      | 10         |
| Bélgica (Flandes) (Ultratop 50)                  | 24         |
| Bélgica (Valonia) (Ultratop 50)                  | 27         |
| Brasil (Billboard Hot 100 Airplay)               | 7          |
| Brasil (Billboard Hot Pop & Popular)             | 8          |
| Bulgaria (IFPI Bulgaria)                         | 1          |
| Canadá (Canadian Hot 100)                        | 55         |
| Corea del Sur (International Chart)              | 6          |
| Dinamarca (Tracklisten)                          | 39         |
| Escocia (Scottish Singles Sales Chart)           | 14         |
| Eslovaquia (Rádio Top 100)                       | 7          |
| España (Top 100 Canciones)                       | 17         |
| Estados Unidos (Billboard Hot 100)               | 41         |
| Estados Unidos (Hot Dance Club Songs Billboard)) | 1          |
| Estados Unidos (Hot R&B/Hip-Hop Songs Billboard) | 79         |
| Estados Unidos (Latin Songs Billboard)           | 37         |
| Estados Unidos (Latin Pop Songs Billboard)       | 19         |
| Estados Unidos (Pop Songs Billboard)             | 19         |
| Finlandia (OFC)                                  | 19         |
| Francia (SNEP)                                   | 38         |
| Grecia (IFPI Greece)                             | 1          |
| Irlanda (IRMA)                                   | 25         |
| Italia (FIMI)                                    | 14         |
| Noruega (VG-lista)                               | 9          |
| Países Bajos (Dutch Top 40)                      | 25         |
| Polonia (ZPAV)                                   | 4          |
| Polonia (Dance Top 50)                           | 16         |
| Reino Unido (UK R&B Chart)                       | 3          |
| Reino Unido (UK Singles Chart)                   | 9          |
| República Checa (Rádio Top 100)                  | 8          |
| Rumania (UPFR)                                   | 6          |
| Rusia (EMI)                                      | 78         |
| Suecia (Sverigetopplistan)                       | 54         |
| Suiza (Schweizer Hitparade)                      | 22         |

| Chart (2011)                                    | Position |
| ----------------------------------------------- | -------- |
| Grecia (IFPI Greece)                            | 52       |
| Rumania (UPFR)                                  | 29       |
| Estados Unidos (Hot Dance Club Songs Billboard) | 16       |

## Otras versiones
Existe otra versión de «I'm Into You» menos exitosa, interpretada por el propio Taio Cruz, autor de la canción.